# Myoxocephalus sinensis
Myoxocephalus sinensis — вид скорпеноподібних риб родини Бабцеві (Cottidae). 

## Поширення
Вид зустрічається у  Китаї. Він може мешкати як у прісних водоймах, так у узбережних солоних водах. 